# Макро фотографија
Макро фотографија је врста фотографије код које је увећање објеката 1:1 и веће (2:1, 3:1, …). Увећање 1:1 представља ситуацију у којој димензије оног што се фотографише заузимају отприлике толико простора на сензору колико је и у природи. Ако је нешто рецимо широко око 3 mm, онда и на сензору мора заузимати толико, у овом случају 3 mm. Да ли ће увећање бити 1:1, зависи од способности апарата и објектива који поседујете. Дакле, може се рећи да је макро фотографија посебна област фотографије у којој се креирају фотографије са великим увећањима. 
Најбоља макро фотографија захтева да се користи најмањи могући отвор бленде како би се постигла оптимална дубина поља и оштрина фотографије. Код малог отвора потребно је више светлости па је због тога потребно продужити време експозиције или отворености фотоосетљивог сензора. Фокус ће бити лепо видљив, а позадина фино замагљена што даје посебну драж фотографији.

## Макро објективи
За макро фотографију се користи посебна врста објектива. Код апарата средњих и великих формата то су најчешће објективи кратких жижних даљина, који нису широкоугаони. 
Зоом фактор је заправо однос између највеће и најмање жижне даљине објектива. Зоом објектив може мењати жижне даљине у одређеном распону. За веома велико увећање, потребан је теле-објектив велике жижне даљине, а како би што више тога стало у кадар, потребан је ширококутни објектив што мање жижне даљине. Практично, сви бољи дигитални апарати данас имају могућност макро снимања, као и одличан зоом распон. Да ли је већи зоом распон бољи од мањег је зависно од тога се жели од апарата. Велики зоом распон значи мању оштрину слике, мању пропусност светлости, као и већа геометријска и хроматска изобличења фотографије. Али, велики зоом распон значи и већу прилагодљивост. Објективи који су конкретно произведени за макро фотографију, имају на себи ознаку Macro. Чак неки имају мали прекидач да се пребаци на макро када се желе фотографије те врсте.
Макро објективи се углавном производе са жижним даљинама од 60 mm, 90mm, 100 mm, 18-250mm, 185 mm, 70-300mm, итд... Они омогућавају фотографисање објекта из велике близине, тако да удаљеност између објектива и објекта може бити и пар центиметара. Коришћењем ове врсте објектива добијају се најбољи резултати у области макро фотографије. Међутим, такви објективи су доста скупи, па постоје и јефтинија решења. Као замена могу се користити посебни наставци за обичне објективе – цлосе уп филтери (сочива), као и макро прстенови који се монтирају између апарата и објектива.

## Додатна сочива
Постоји посебна врста стакла које се попут штипаљки постави на крај објектива и тиме постиже увећање на обичном објективу. Зове се Раyноx и постоје две врсте: DCR-150 и DCR-250. Овај други има веће увећање. Он поседује штипаљку која може покрити величине филтер од 52 mm до 67 mm. DCR-250 добија максимално увећање када се објектив зумира до краја. Сочиво је направљено у Јапану. Фотографија која се добија њиме, веома је јасна и оштра.

## Макро прстенови
Макропрстенови су додаци којима се механичким путем постиже да направимо већу удаљеност објектива од апарата. Углавном, комплет садржи: адаптер за тело апарата, адаптер за објектив и три прстена који су рецимо 5, 15 и 30 mm. Сваки поседује своје увећање, а могу се комбиновати и сва три чиме се постиже максимално увећање.

## Обрнути објектив
Они који немају много новца за улагање у макро опрему, нашли су један јефтини начин. Користе контра прстен, који дозвољава да објектив окренете контра и завије на апарат. Тада се зумирањем добија екстремно велико увећање. Мада, многи не препоручују ову врсту коришћења објектива због могућности гребања унутрашњег стакла објектива.

## Друга опрема потребна за макро фотографију
Данас постоје и блицеви конкретно произведени за сврху макро фотографије. Углавном су кружног облика са лед сијалицама и монтирају се на сам крај објектива тако да осветљавају објекат фотографисања. Поседују кабал који се прикључи на апарат како би окинуо у исто време када и апарат, а постоји могућност да континуирано светле. 
Такође, веома битна ставка је статив. Код великог зума објектива, сваки трзај руку се много више приказује на великој жижној даљини. Много помаже и даљински окидач, који спречава вибрацију апарата када стиснете дугме за окидање. Уколико немате даљински окидач, можете укључити одложено окидање на 2, 5 или 10 секунди и тиме смањити ризик од померања апарата током окидања.

## Интересовање за макро фотографију
Макро фотографија без проблема улази под кожу фотографима и свим љубитељима фотографије, јер снимити фотографију која није лако видљива голим оком је интересантна и атрактивна ствар. Постоји много ствари и тренутака око нас који се не примећују, а свакодневно су ту. Мали мрави како односе храну у мравињак, пчеле како скупљају полен са цвећа, разне врсте инсеката у природи, све је то јединствени начин да се види микро свет. А свакодневно, људи се одушевљавају гледајући такве фотографије, јер то је нешто што не може свако телефоном или обичним апаратом фотографисати.

## Примери макро фотографије
- Хибискус
- Линија
- Глава муве
- Снимак пчеле